# Julia Letlow

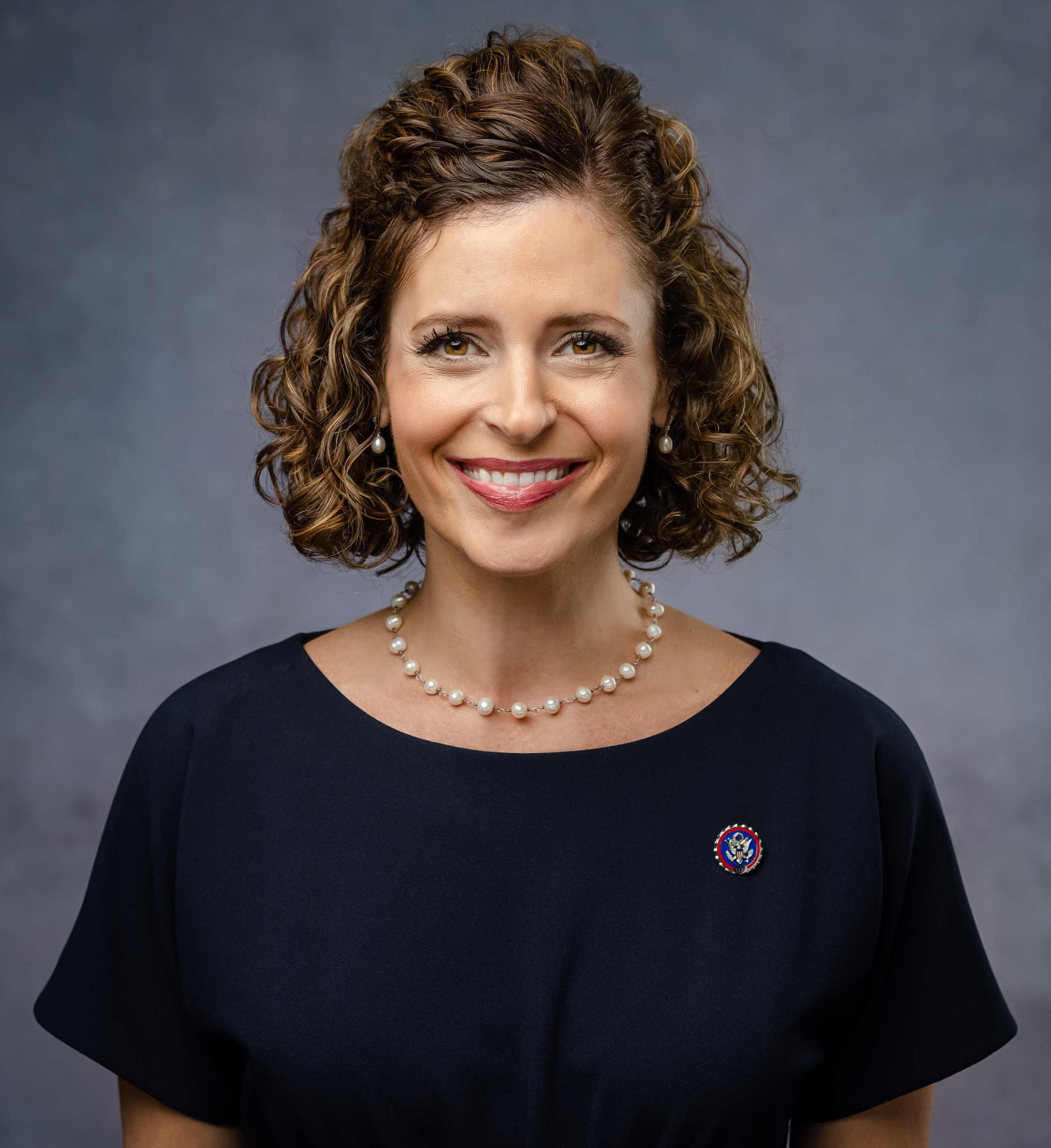
Julia Letlow (2021)

Julia Janelle Letlow (geb. Barnhill; * 16. März 1981 in Monroe, Ouachita Parish, Louisiana) ist eine US-amerikanische Politikerin der Republikanischen Partei. Seit  April 2021 vertritt sie den fünften Distrikt des Bundesstaats Louisiana im Repräsentantenhaus der Vereinigten Staaten.

## Leben
Julia Letlow wuchs in Monroe (Louisiana) auf und machte ihren Schulabschluss an der Ouachita Christian High School. Danach studierte sie Sprach- und Kommunikationswissenschaften an der University of Louisiana at Monroe, wo sie einen Bachelor- und einen Masterabschluss erwarb. 2011 promovierte sie an der University of South Florida mit einer Dissertation über Trauer zum Doctor of Philosophy. Nach dem Abschluss ihres Studiums war Letlow in der Verwaltung der University of Louisiana at Monroe sowie der Tulane University in New Orleans tätig.
Ihr Ehemann Luke Letlow, mit dem sie seit 2013 verheiratet war, wurde im November 2020 bei den Kongresswahlen in das Repräsentantenhaus der Vereinigten Staaten gewählt, starb aber Ende Dezember 2020 in der COVID-19-Pandemie.
Julia Letlow hat zwei Kinder und lebt in Start (Louisiana).

## Politik
Am 20. März 2021 wurde sie in einer Nachwahl aus Anlass des Todes ihres zuvor für den Bezirk gewählten Ehemanns Luke für den fünften Kongresswahlbezirk Louisianas mit 62 % der abgegebenen Stimmen in das US-Repräsentantenhaus gewählt. Sie hatte den Verlust ihres Ehemannes zum Kern ihres Wahlkampfes gemacht. Daneben versprach sie, für christliche Werte und das Recht, Waffen zu besitzen, einzutreten. Sie war durch hochrangige Politiker der Republikanischen Partei wie Donald Trump, Kevin McCarthy und Steve Scalise, der ebenfalls Abgeordneter aus Louisiana ist, im Wahlkampf unterstützt worden. Julia Letlow ist die erste Frau, die in Louisiana für die Republikaner in den Kongress der Vereinigten Staaten gewählt wurde. Sie wurde am 14. April 2021 vereidigt und gehörte somit dem Repräsentantenhaus des 117. Kongresses an.
Die Primary (Vorwahl) für die Wahlen 2022 fanden in Louisiana am 8. November statt. Sie trat gegen Oscar Dantzler und Walter Huff von der Demokratischen Partei, sowie Allen Guillory Sr. und Hunter Pullen von den Republikanern an. Sie konnte mit 72,9 % die absolute Mehrheit erreichen, und so wurde die Stichwahl am 10. Dezember 2022 nicht mehr notwendig. Dadurch war Letlow auch im Repräsentantenhaus des 118. Kongresses vertreten. 
Bei den Wahlen 2024 musste sie in einem geänderten Wahlbezirk antreten. Im November 2024 wurde sie mit 62,9 % auch für das Repräsentantenhaus des 119. Kongress gewählt.

### Ausschüsse
Letlow ist aktuell Mitglied in folgenden Ausschüssen des Repräsentantenhauses:
- Committee on Appropriations
  - Agriculture, Rural Development, Food and Drug Administration, and Related Agencies
  - State, Foreign Operations, and Related Programs